# 서울구로초등학교
서울구로초등학교는 대한민국 서울특별시 구로구 구로동에 있는 공립 초등학교이다.

## 학교 연혁
- 1946년 10월 8일 시흥군 문창공립국민학교 구로분교장 개교(1,2학년 2학급)
- 1949년 8월 14일 서울특별시 편입[1][2]
- 1950년 5월 24일 서울구로국민학교 인가, 초대 조훈 교장 취임
- 1950년 6월 20일 서울구로국민학교 개교식(9학급 편성)
- 1964년 3월 1일 서울구로남초등학교(21학급) 이관(38학급 편성)
- 1971년 12월 24일 서울동구로초등학교(10학급) 이관, 서울영일초등학교(2학급) 이관
- 1980년 5월 30일 급식실 준공(80.6.2급식 개시)
- 1982년 6월 29일 구로종합관찰원 개원
- 1982년 9월 15일 서울신구로초등학교(1622명) 분리
- 1982년 9월 20일 서울신도림초등학교(976명) 분리
- 1984년 1월 10일 특수학급 2개 학급 지정
- 1995년 6월 2일 축구부 창단
- 1996년 3월 1일 서울구로초등학교로 개칭[3]
- 2004년 2월 28일 식당 설치, 과학실험실 현대화
- 2008년 4월 30일 학교복합화시설 기공실[4]
- 2009년 12월 30일 온누리관[5], 구로영어체험관, 급식실 리모델링 개관
- 2016년 2월 17일 제64회 졸업식(100명)
- 2017년 2월 17일 제65회 졸업식(85명)
- 2017년 3월 1일 황은주 교장 부임
- 2017년 8월 30일 교실·복도 전면 도색 공사, 운동장 놀이 시설 전면 개·보수
- 2017년 11월 30일 교실TV 및 컴퓨터1실 컴퓨터 교체
- 2018년 1월 5일 학교 역사의 벽 환경정비
- 2018년 2월 13일 제66회 졸업식(79명)
- 2018년 8월 31일 교문 확장 및 진입로 개선, 운동장 스탠드 목재데크 설치
- 2018년 9월 1일 창의융합형 과학실험실 환경구축사업
- 2019년 2월 14일 제67회 졸업식(107명)
- 2019년 3월 11일 돌봄교실 증설 및 리모델링
- 2019년 6월 14일 앞채 및 뒷채 복도 세면대 설치
- 2019년 9월 30일 친환경운동장 조성 및 내부도로 포장
- 2019년 11월 28일 앞채 1,2층 화장실 개선
- 2020년 2월 11일 제68회 졸업식(97명)

## 학교 상징
- 교화(校花) - 개나리
- 교목(校木) - 은행나무

## 참고 자료
- 서울구로초등학교 - 한국교육학술정보원 학교알리미